# استیون تامپکینسون
استیون تامپکینسون (انگلیسی: Stephen Tompkinson؛ زادهٔ ۱۵ اکتبر ۱۹۶۵) هنرپیشه اهل انگلستان است.
از فیلم‌ها یا برنامه‌های تلویزیونی که وی در آن نقش داشته‌است می‌توان به ناامیدی و سربازرس بنکس اشاره کرد.